# Andrew Culverwell
Andrew Culverwell, född 19 december 1944 i Somerset i England i Storbritannien, är en engelsk gospelmusiker, som spelade in skivor under 1970- och 80-talen. Han har bland annat skrivit julsången "Come on Ring Those Bells". Han flyttade sedan till Pompano Beach i Florida, och uppträder fortfarande i Fort Lauderdale i Florida.

## Diskografi
- Where is the Love?[1] (1971) Polydor Records
- Andrew (1973)[1] Manna Records
- Born Again (1975) Manna Records
- This is the Song[1] (1976)
- Take Another Look[1] (1978)-
- Everyday[1] (1980)
- Alive Again[1] (1982)
- He Will Be There[1] (1991)

### Fotnoter
1. 1 2 3 4 5 6 7  http://www.crossrhythms.co.uk/artists/Andrew_Culverwell/9101/